# HD 18735
HD 18735，又名CD-33 1042，SAO 194023、HR 903，是一颗恒星，视星等为6.31，位于銀經231.73，銀緯-61.79，其B1900.0坐标为赤經2h 55m 30.9s，赤緯-32° -61.79′ 20″。